# Pulsedriver
Pulsedriver, właśc. Slobodan Petrović Jr., (ur. 22 lutego 1974) – niemiecki DJ, producent i autor licznych remiksów. Gra muzykę głównie z gatunków dance, hard trance, vocal trance. Karierę DJ-a rozpoczął pod koniec lat 80. Obecnie ma na koncie 22 single, 4 albumy i kilkadziesiąt kompilacji. Największą popularność przyniósł mu singiel „Cambodia” z 2000 roku, który trafił do pierwszej dziesiątki najlepiej sprzedających się singli w Niemczech.

## Dyskografia

### Single
- 1997 – Rythmic Trip
- 1998 – Inside My Head
- 1998 – Timemachine
- 1998 – I'm Rushing
- 1999 – Kiss That Sound
- 1999 – I Dominate U
- 1999 – Take You High
- 2000 – Your Spirit Is Shining
- 2001 – Cambodia
- 2001 – Din Daa Daa
- 2002 – Time
- 2002 – Move for Freedom
- 2003 – Galaxy
- 2004 – Beat Bangs!
- 2004 – Slammin'
- 2004 – Neptuna (Galaxy Part 2)
- 2005 – Vagabonds
- 2005 – Don't Give Me Your Life
- 2006 – Insane
- 2006 – Whistle Song
- 2008 – Koma (Reloaded)
- 2008 – Back To Love
- 2008 – Youth Of The Nation
- 2008 – Mohicans
- 2009 – Peace
- 2009 – Superstar/Private Eye
- 2010 – Find My Way

### Albumy
- 2001 – Sequence
- 2003 – Night Moves
- 2005 – Selected
- 2009 – UNIvsALL...10 YEARS